# Culture de Xinglongwa

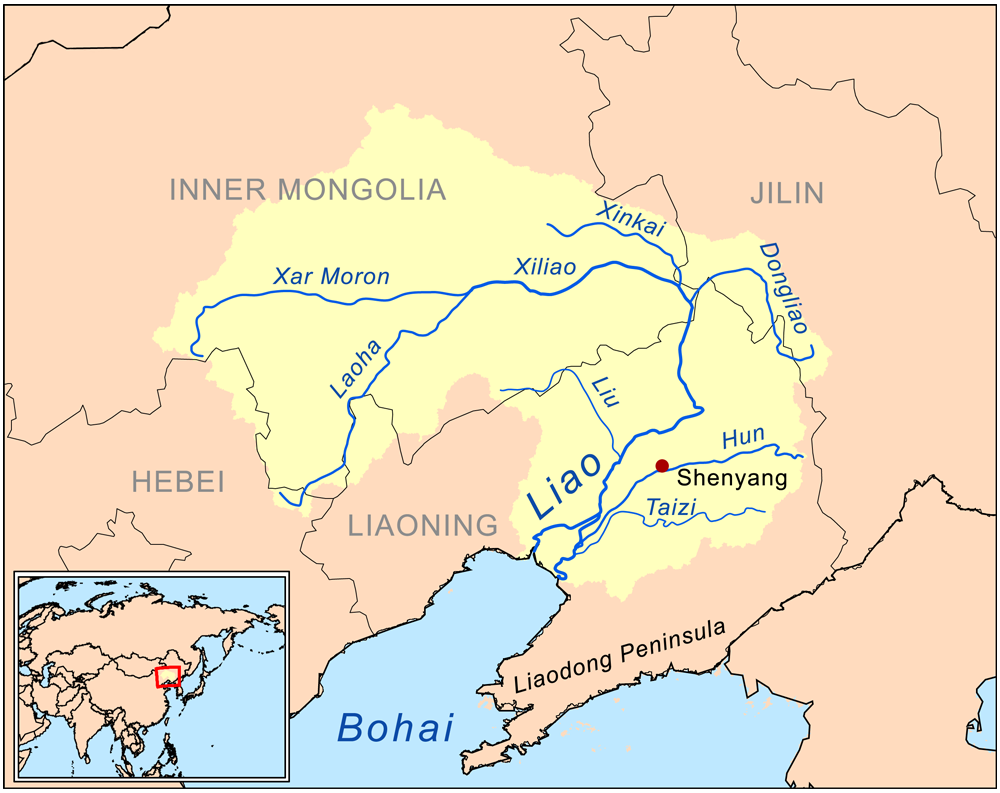
Bassin versant du fleuve Liao

La culture de Xinglongwa  (興隆洼文化), de 6 200 à 5 200 avant notre ère, est la plus ancienne culture néolithique connue du Nord de la Chine . On la trouve principalement sur les limites actuelles des provinces de Mongolie-Intérieure et du Liaoning, dans les bassins des fleuves Xiliao et Daling.

## Historique

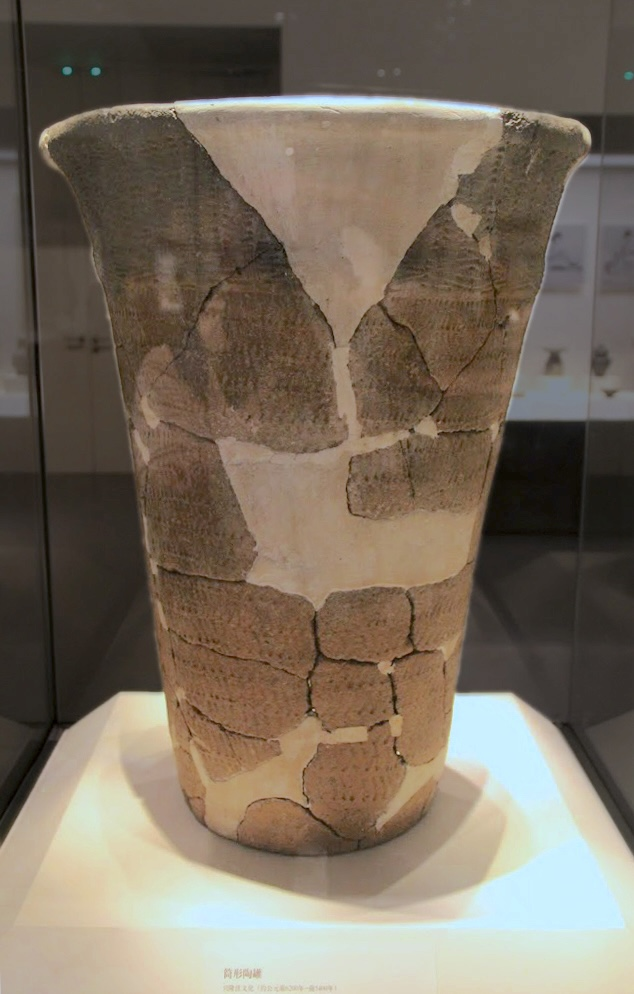
Jarre en terre cuite à décor cordé. Culture de Xinglongwa, Liaoning. Musée national de Chine, Pékin

Le site éponyme de cette culture est situé à Xinglongwa, sur les pentes sud-ouest d'une colline de la bannière d'Aohan, près de Chifeng. Il a été fouillé en 1983 sur 20 000 m2.

## Identité ethnique
Le peuple Xinglongwa est souvent considéré comme étant l'ancêtre des peuples transeurasiens actuels (incluant les Japonais, les Coréens, les Toungouses, les Mongols et les Turcs) ,.
Les restes humains mâles et femelles révèlent des individus au phénotype fortement mongoloïde, qui est typique d'Asie de l'Est .

## Habitat
La culture de Xinglongwa présente plusieurs signes d'organisation communale. Sur trois sites du Xinglongwa, les maisons sont disposées en lignes parallèles, en grille. Certains de ces villages sont entourés d'un fossé. Plusieurs d'entre eux disposent également d'un grand bâtiment central, dont certains étaient eux-mêmes entourés de fossés.
Le site de Xinglongwa lui-même possédait en son centre deux grands bâtiments, d'environ 140 m2. Il semblerait que certaines constructions aient été utilisées à des fins rituelles : on y a découvert de nombreux squelettes animaux, pour l'essentiel des porcs et des cerfs, certains perforés et disposés en groupes sur le sol.
Près de 120 maisons semi-enterrées ont été découvertes à Xinglongwa. Leurs dimensions moyennes étaient comprises entre 50 et 80 m2, mais certaines pouvaient atteindre 100 m2. Chaque habitation avait un foyer en son centre. Des fosses de stockage ont été placées aussi bien à l'extérieur qu'à l'intérieur des habitations. Une des particularités de cette culture est que des tombes ont parfois été creusées dans le sous-sol de ces habitations. De nombreuses traces de la vie quotidienne sont visibles sur le sol à l'intérieur des habitations : des outils, de la vaisselle, des fragments de céramique, et jusqu'à des os humains.

## Vestiges archéologiques

### Céramique
La céramique était cuite à basse température. Elle est généralement de forme simple, le seau étant la forme la plus commune. Elle est faite d'une argile sableuse, de couleur brunâtre et montée au colombin.

### Outils
Les outils sont pour la plupart des houes, des pelles et des couteaux de pierre taillée. On trouve aussi des meules : plateau mopan et molette mobang, mortiers et pilons, mais aussi des haches et des herminettes en pierre  . On a trouvé enfin de nombreux microlithes, montés sur os pour en faire des couteaux et des harpons.

## Sépultures
Dans la tombe la plus somptueuse, un homme était enterré avec deux cochons et de nombreux objets de céramique, de pierre, d'os, de coquillage et en jade. Cette pratique très rare dans la culture de Xinglongwa  semble indiquer que de tels personnages disposaient d'un statut hors du commun. Cependant aucun signe ne permet de distinguer une quelconque stratification sociale par la demeure ou par la nature de la tombe.

## Mode de subsistance
Les sites de Baiyinchanghan et Xinglonggou sont actuellement  les seuls sites, dans cette région, montrant des signes que l'agriculture y était pratiquée. Les nombreuses meules à plateau ont été rapprochées des déformations constatées sur les membres des jeunes femmes, laissant supposer que cette activité importante et prolongée, à genoux, en était responsable  . Une analyse des traces végétales subsistant sur ces meules a démontré que cette nourriture était principalement constituée d'igname (Dioscorea sp.), de glands (Quercus sp.) et de diverses graminées Paniceae, tribu des Triticeae, dont le millet cultivé.

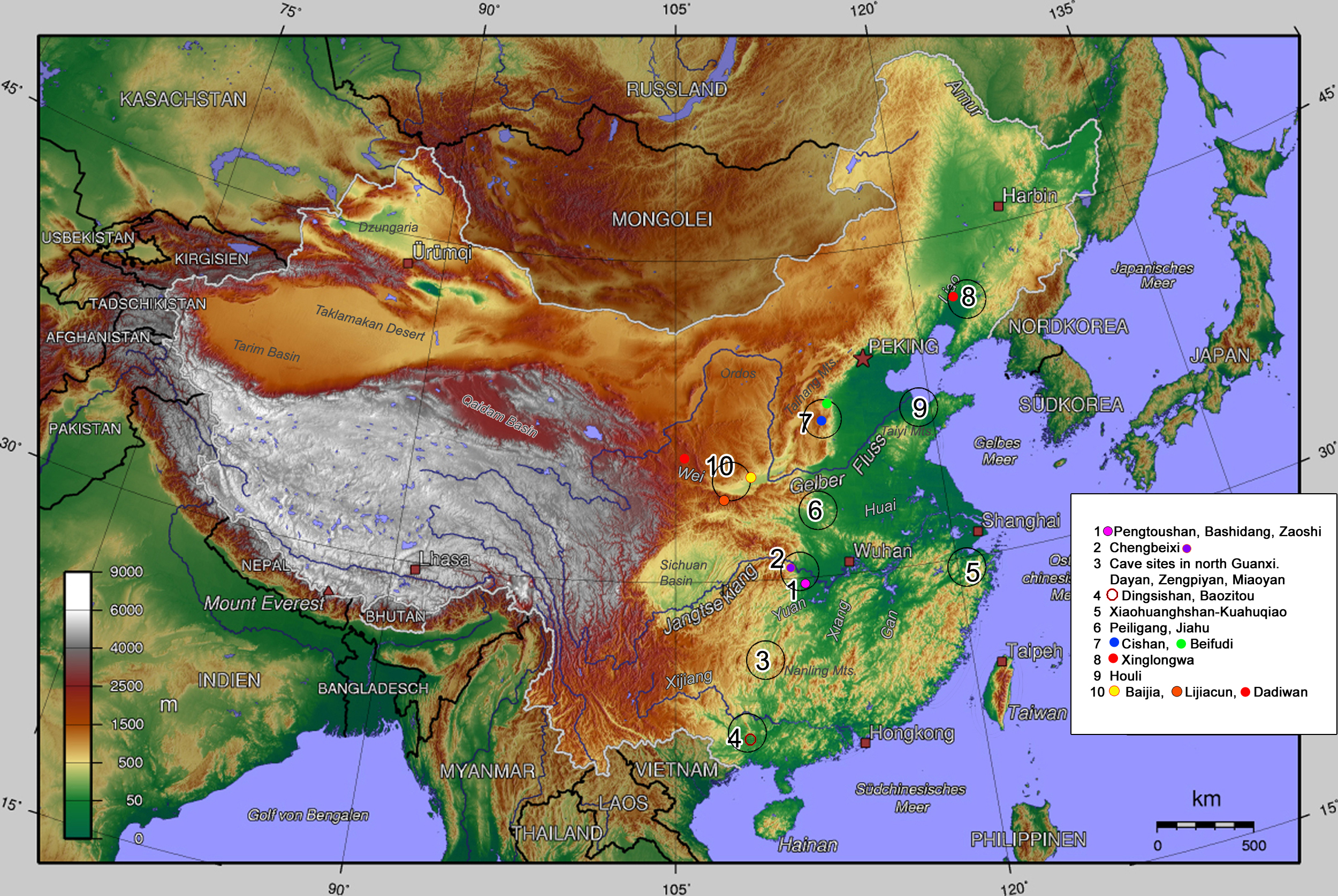
Néolithisation et premières cultures néolithiques en Chine